# Tacca subflabellata
Tacca subflabellata är en enhjärtbladig växtart som beskrevs av P.P.Ling och Chih Tsun Ting. Tacca subflabellata ingår i Taccasläktet, och familjen Dioscoreaceae. Inga underarter finns listade i Catalogue of Life.